# Língua kalanguya
Kalanguya, também chamado Kallahan, é um grupo de dialetos falados por cerca de 100 mil pessoas do povo Kalanguya do norte de  Luzon, Filipinas.

## Geografia

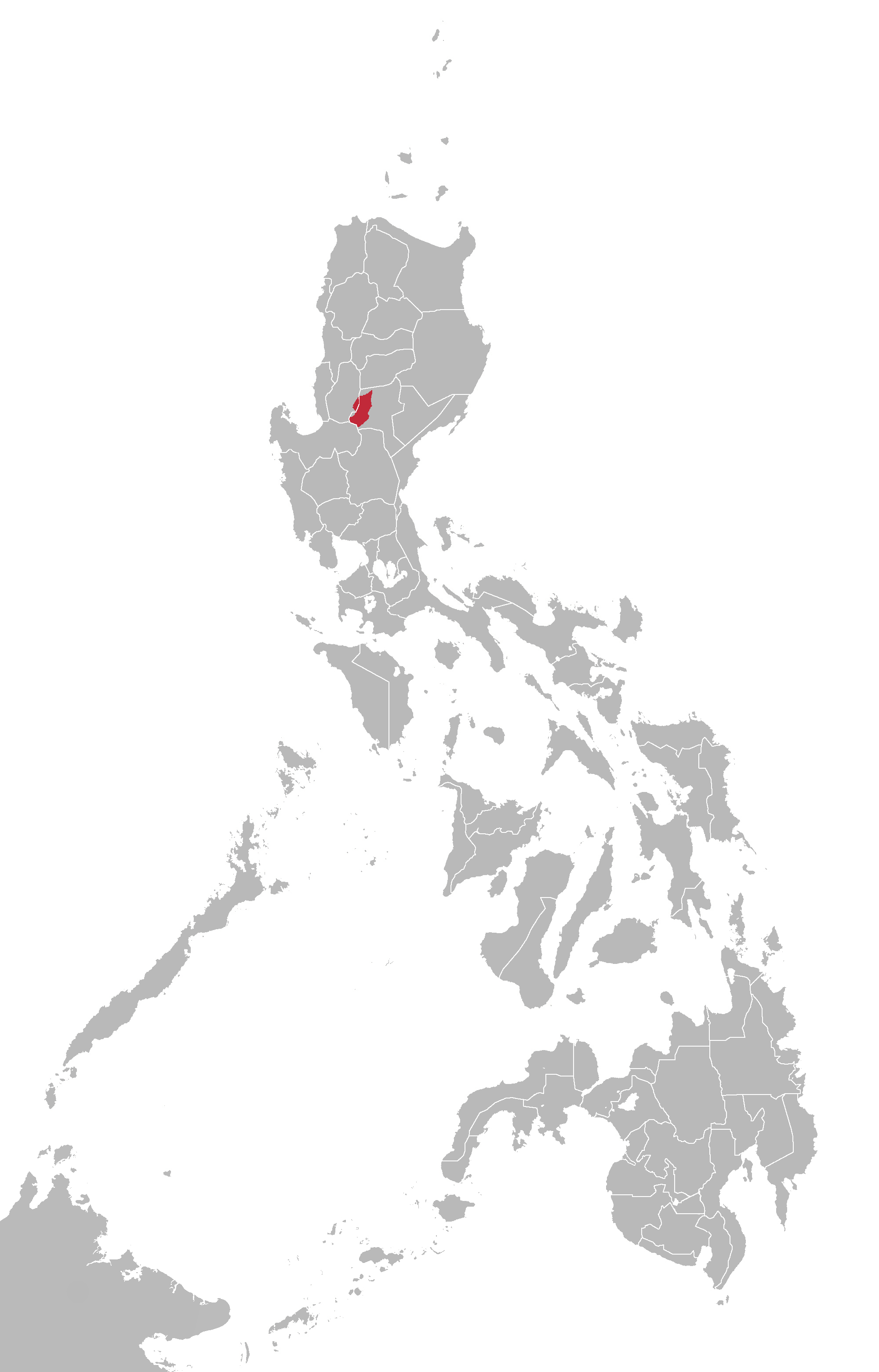
Onde se fala Kalaguya conf. EDthnologue

- [ Keley-i Kallahan (também chamado Antipolo Ifugao, Hanalulo, Keley-i, Keley-i Kalanguya, Keleyqiq Ifugao) é falado nos municípios de Kiangan e Aritao da Província de Ifugao.
- Oeste da província de Nueva Vizcaya
- Província de Ifugao  (município de Hungduan)
- Província de Benguet  (município de Bokod)
- Nordeste da Província de Pangasinan  (município de San Nicolas)

## Dialetos
Os dialetos  Bayninan e Ya-Tuka (Ethnologue) são: 
- Kalanguya Central (Kayapa)

- Kalanguya do norte (Ambaguio, Tinoc)
- Kalanguya do Sul (Santa Fe)
- Kalanguya Ocidental (Benguet)

## Escrita
O alfabeto latino usado pelo Kalaguya não usa as letras C, F, Q, R, V, X, Z; Usa a forma Ng

## Amostra de texto
Pai Nosso
Amamin wadad langit  maidaydayaw kumay ngadanyo  Un-ali komay pagariam matungpal komay piyanmo di langit ingeh tu komad luta  Idwat moy kenenmin hayyan aggew  Pakawanmo kami dima bahulmi  ingeh tud pammakawanmi dima nanbahul nan higgami  Agmo kami ittulok di sulisog et  dadaanmo kami no waday ahimugal ni tuo   